# Mutter (album)
Mutter è il terzo album in studio del gruppo musicale tedesco Rammstein, pubblicato il 2 aprile 2001 dalla Motor Music e dalla Universal Music Group.

## Descrizione
Dall'album sono stati tratti cinque singoli: Sonne, Links 2 3 4, Ich will, Mutter e Feuer frei! (presente anche come intro nel film xXx diretto dal regista Rob Cohen).

## Tracce
Testi e musiche dei Rammstein.
1. Mein Herz brennt – 4:39
2. Links 2 3 4 – 3:36
3. Sonne – 4:32
4. Ich will – 3:37
5. Feuer frei! – 3:08
6. Mutter – 4:28
7. Spieluhr – 4:46
8. Zwitter – 4:17
9. Rein raus – 3:09
10. Adios – 3:48
11. Nebel – 4:54

Edizione giapponese
1. Nebel – 10:35 – contiene la traccia fantasma Halleluja

CD bonus nella Tour Edition
1. Ich will (Live) – 3:57
2. Links 2 3 4 (Live) – 4:54
3. Sonne (Live) – 4:57
4. Spieluhr (Live) – 5:28

## Formazione
Hanno partecipato alle registrazioni, secondo le note di copertina:
Gruppo
- Christoph Doom Schneider – batteria
- Doktor Christian Lorenz – tastiera
- Richard Z. Kruspe-Bernstein – chitarra
- Till Lindemann – voce
- Paul Landers – chitarra
- Oliver Riedel – basso

Altri musicisti
- Olsen Involtini – arrangiamento strumenti ad arco (tracce 1, 6 e 11)
- Filmorchester Babelsberg – strumenti ad arco (tracce 1, 6 e 11)
- Günter Joseck – direzione (tracce 1, 6 e 11)
- Khira Li – voce della bambina (traccia 7)
- Bobo – cori (traccia 11)

Produzione
- Jacob Hellner – produzione
- Rammstein – produzione
- Stefan Glaumann – missaggio
- Ulf Kruckenberg – ingegneria del suono
- Myriam Correge – assistenza tecnica
- Florian Ammon – programmazione Logic e Pro Tools
- Howie Weinberg – mastering
- Michael Schubert – ingegneria strumenti ad arco (tracce 1, 6 e 11)

## Classifiche

### Classifiche settimanali
| Classifica (2001-23)       | Posizione massima |
| -------------------------- | ----------------- |
| Australia                  | 10                |
| Austria                    | 1                 |
| Belgio (Fiandre)           | 7                 |
| Belgio (Vallonia)          | 45                |
| Canada                     | 14                |
| Danimarca                  | 22                |
| Finlandia                  | 7                 |
| Francia                    | 23                |
| Germania                   | 1                 |
| Lituania                   | 3                 |
| Norvegia                   | 12                |
| Nuova Zelanda              | 12                |
| Paesi Bassi                | 4                 |
| Regno Unito                | 86                |
| Regno Unito (rock & metal) | 5                 |
| Stati Uniti                | 77                |
| Svezia                     | 2                 |
| Svizzera                   | 1                 |
| Ungheria                   | 22                |

### Classifiche di fine anno
| Classifica (2022) | Posizione |
| ----------------- | --------- |
| Germania          | 83        |